# Platymantis desticans
Platymantis desticans är en groddjursart som beskrevs av Brown och Richards 2008. Platymantis desticans ingår i släktet Platymantis och familjen Ceratobatrachidae. Inga underarter finns listade i Catalogue of Life.